# David Fumero
David Fumero nato Joseph Sentielo-Fumero (L'Avana, 29 dicembre 1972) è un modello e attore cubano con cittadinanza statunitense.

## Biografia
Fumero ottiene popolarità grazie ad alcune campagne pubblicitarie per il profumo Le Mâle di Jean Paul Gaultier, che gli permette di ottenere un ruolo fisso nella soap opera statunitense Una vita da vivere in onda dal 1998. Ha anche lavorato in alcune pellicole indipendenti come Greetings From The Shore (2007) e Manhattanites (2008), e con alcune case di moda come Emporio Armani e Versace.
È comparso nel video musicale Honey di Mariah Carey, ed in alcuni episodi della serie televisiva Law & Order: Criminal Intent. Inoltre il personaggio principale del videogioco Assassin's Creed, Altaïr, è stato modellato su di lui.

## Vita privata
Ex-marine, Fumero è sposato dal dicembre 2007 con l'attrice Melissa Gallo, sua collega sul set di Una vita da vivere (ora Melissa Fumero, protagonista della serie comedy Brooklyn Nine-Nine).

## Filmografia

### Cinema
- Cartolina d'estate (Greetings from the Shore), regia di Greg Chwerchak (2007)
- Manhattanites, regia di Gregori J. Martin e Darnell Williams (2008)
- Crazy Bitches, regia di Jane Clark (2014)
- Incontri letali (Cradle Robber), regia di Danny Buday (2019)
- A Stone in the Water, regia di Dan Cohen (2019)
- The Sleeping Negro, regia di Skinner Myers (2021)
- Sweet Navidad, regia di Brittany Underwood (2021)

### Televisione
- Una vita da vivere (One Life to Live)  – serie TV, 474 episodi (1998-2012)
- Law & Order: Criminal Intent – serie TV, episodio 7x12 (2008)
- CSI: Miami – serie TV, episodio 9x13 (2011)
- CSI: NY – serie TV, episodio 9x09 (2012)
- Power – serie TV, 30 episodi (2015-2017)
- NCIS: Los Angeles – serie TV, episodio 8x19 (2017)
- Where's Daddy? – film TV, regia di Derek Partridge (2017)
- Brooklyn Nine-Nine – serie TV, episodio 5x15 (2018)
- Cuban Tales – serie TV, episodio 1x08 (2018)
- Chicago Fire – serie TV, episodio 7x19 (2019)
- L.A.'s Finest – serie TV, 16 episodi (2019)
- Crazy Bitches – serie TV, 6 episodi (2019)
- Magnum P.I. – serie TV, episodio 3x02 (2020)
- Generation – serie TV, episodio 1x10 (2021)

## Doppiatori italiani
Nelle versioni in italiano delle opere in cui ha recitato, David Fumero è stato doppiato da:
- Alessandro Budroni in Power
- Roberto Certomà in CSI: Miami
- Andrea Lavagnino in CSI: NY
- Marco Panzanaro in Law & Order: Criminal Intent
- Riccardo Scarafoni in L.A.'S Finest
- Stefano Macchi in Magnum P.I.